# Alison Cheek
Alison Cheek (ur. jako Alison Mary Western 11 kwietnia 1927 w pobliżu Adelajdy, zm. 1 września 2019 w Brevard) – australijska duchowna amerykańskiego Kościoła Episkopalnego. W 1974 była jedną z jedenastu kobiet (The Philadelphia Eleven), które jako pierwsze w historii przyjęły święcenia kapłańskie w tej wspólnocie. Była również pierwszą kobietą sprawującą Eucharystię. W 1975 znalazła się w grupie amerykańskich kobiet, które magazyn Time uhonorował tytułem „Człowieka Roku”.